# Daniel Sponsel

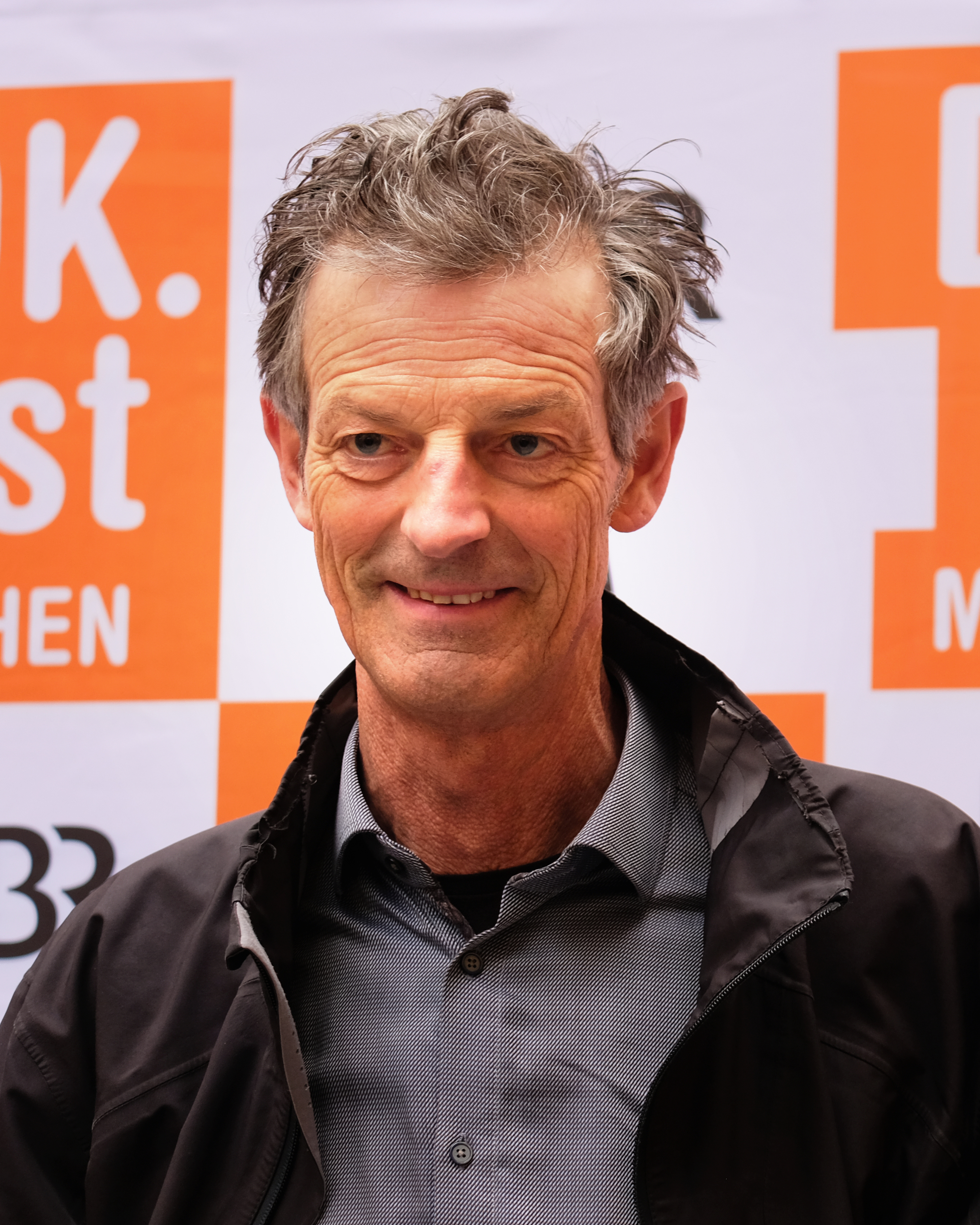
Daniel Sponsel (2025)

Daniel Sponsel (* 1964 in Hamburg) ist ein deutscher Dokumentarfilmer und war von 2009 bis 2025 Leiter des Internationalen Dokumentarfilmfestivals München.

## Karriere
Sponsel wurde 1964 in Hamburg geboren. Er studierte Fotografie an der Hochschule für bildende Künste Hamburg und Regie für Dokumentarfilm an der Hochschule für Fernsehen und Film München (HFF). Er arbeitete seit 1991 an verschiedenen Filmen als Kameramann und Dokumentarfilmer. Von 2002 bis 2009 war er wissenschaftlicher Mitarbeiter an der HFF und lehrt dort seit 2002. Seit 2009 leitet er das Internationales Dokumentarfilmfestival München (DOK.fest). Im Jahr 2014 veröffentlichte er zusammen mit Matthias Leitner und Sebastian Sorg die Monografie Der Dokumentarfilm ist tot, es lebe der Dokumentarfilm. Zuletzt führte er 2016 bei 24 h Bayern – Ein Tag Heimat Regie.
Im Februar 2025 wurde bekannt gegeben, dass er zum Präsidenten der HFF berufen wurde. Er soll seine neue Stelle zum 1. Oktober 2025 antreten, wird aber noch die 40. Ausgabe des DOK.fest leiten.
Sponsel ist Mitglied in der Arbeitsgemeinschaft Dokumentarfilm.

## Werke

### Filmografie (Auswahl)
- 1991: Das Fest (Regie)
- 1994: Passacör (Kamera)
- 1994: Süd wie Südwest (Regie, Buch)
- 1996/97: Lokalderby. Eine Stadt im Fußballfieber (Kamera)
- 1997: Ade meine schnede Welt (Kamera)
- 1998: Buenos Aires, meine Geschichte (Kamera)
- 2000: Bernd Eichinger – Wenn das Leben zum Kino wird (Fernsehfilm, Kamera)
- 2000: Der letzte Dokumentarfilm (Regie, Buch, Kamera)
- 2001: Lamento (Kamera)
- 2003: Be to Be (Fernsehfilm, Regie, Buch)
- 2006: I like Chines (Produzent)
- 2009: Über das Meer (Fernsehfilm, Regie, Produktion, Buch)
- 2012/13: Shoot Me (Dramaturgie)
- 2016/17: 24 h Bayern – Ein Tag Heimat (Regie)

### Bücher
- Daniel Sponsel (Hrsg.): Der schöne Schein des Wirklichen: Zur Authentizität im Film. UVK Verlag, Konstanz 2011, ISBN 978-3-86764-019-0.[6]
- Mit Matthias Leitner, Sebastian Sorg (Hrsg.): Der Dokumentarfilm ist tot, es lebe der Dokumentarfilm. Über die Zukunft des dokumentarischen Arbeitens. Schüren Verlag, Marburg 2014, ISBN 978-3-89472-822-9.[7]